# Niederländische SS

Standarte der Niederländischen SS

Die Niederländische SS (niederländisch Nederlandsche SS) wurde am 11. September 1940 von Anton Mussert gegründet. Zum Führer wurde Johannes Hendrik Feldmeijer ernannt, der sich durch großen Fanatismus hervortat. Formal war die Niederländische SS eine Untergliederung der niederländischen NSB, in Wirklichkeit bildete sie den niederländischen Teil der „großgermanischen“ SS und war damit größtenteils dem Zugriff der NSB entzogen. Reichsführer SS Heinrich Himmler unterstellte Feldmeijer ausdrücklich seiner Führung, die Aufstellung der Niederländischen SS sollte dabei mit Hilfe und nach den Richtlinien der deutschen Besatzungsmacht geschehen.
Die ideologische Konkurrenz zur NSB trat schon bald zutage, im Gegensatz zum gemäßigten Faschismus der Mussertschen Prägung stellte sich die Niederländische SS radikaler auf und diente dem Höheren SS- und Polizeiführer (HSSPF) Hanns Albin Rauter und Himmler als Instrument, den Einfluss der SS in den Niederlanden deutlich auszuweiten. Allerdings war dies nicht damit gleichzusetzen, dass die Niederländische SS großen Zulauf in der Bevölkerung fand. Auch die Schaffung einer neuen, zusätzlichen Form der Mitgliedschaft, mit der Niederländer „Fördernde Mitglieder“ werden, aber von materiell-finanzieller Unterstützung abgesehen inaktiv bleiben konnten, änderte daran nichts. Ende August 1944 waren fast 4000 solche fördernde Mitglieder und etwa genauso viele aktive Mitglieder in der Niederländischen SS organisiert. Allerdings konnte mit ihrer Hilfe eine weitaus größere Zahl von Niederländern für andere Teile der SS und für das Militär im Allgemeinen gewonnen werden; so gelang es bis 1945, 22.000 bis 25.000 neue Mitglieder für die Waffen-SS zu rekrutieren.

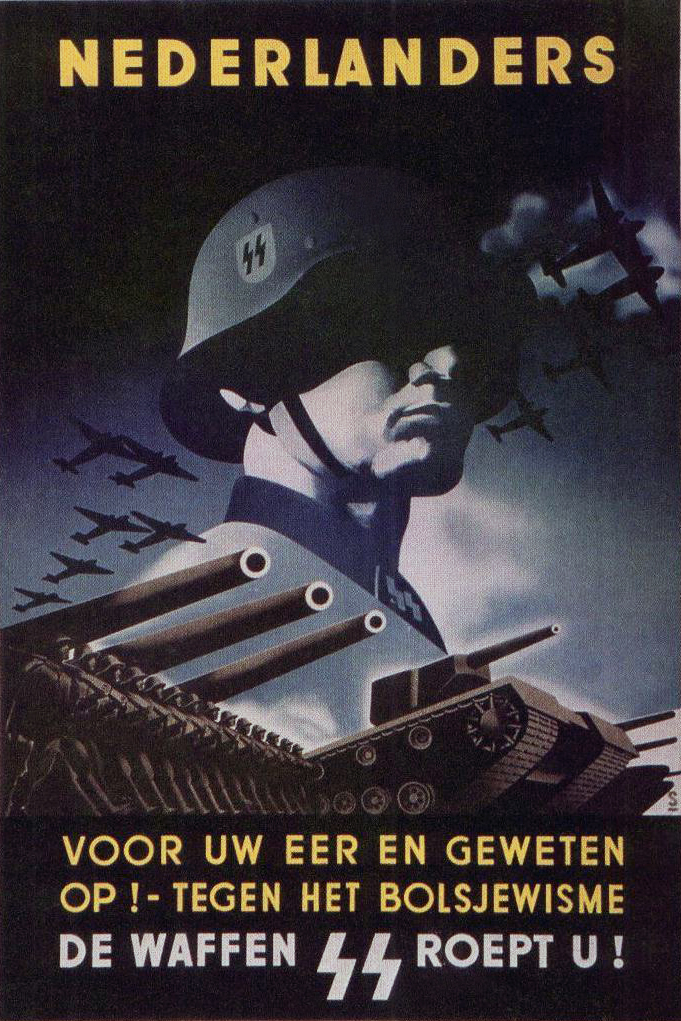
Niederländisches Propagandaplakat für die Waffen-SS

Aus Rücksicht auf Mussert, dessen Rolle für die Bildung einer Freiwilligenlegion für den Deutsch-Sowjetischen Krieg als überaus wichtig erachtet wurde, kam es zunächst nicht zu einer für den Juli 1941 vorgesehenen Vereidigung von Teilen der Niederländischen SS auf Adolf Hitler. Musserts Position wurde jedoch dadurch, dass Deutschland nicht gewillt war, sich aus diplomatischer Rücksicht auf Japan für die NSB-Mitglieder im besetzten Niederländisch-Indien einzusetzen, deutlich geschwächt. So musste er schließlich in der Frage der Vereidigung, die erneut von Rauter und Feldmeijer vorgebracht wurde, einlenken. Diese wurde von ihm im Beisein von Himmler am 17. Mai 1942 an etwa 600 Mitgliedern der Niederländischen SS vollzogen, im darauffolgenden Monat wurde letztere in „Germanische SS in den Niederlanden“ umbenannt und Rauter unterstellt.
Mit dem Dolle Dinsdag endete am 5. September 1944 faktisch der organisierte Faschismus in den Niederlanden und damit im Großen und Ganzen die Wirkungsmöglichkeiten der NSB. Teile des Landes blieben noch bis zur Kapitulation der Wehrmacht am 5. Mai 1945 besetzt. Feldmeijer starb im Februar 1945 bei einem alliierten Jägerangriff auf seinen Dienstwagen.